# Lucy Redler

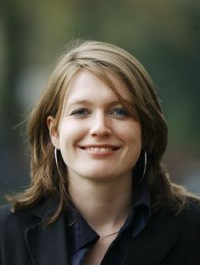
Lucy Redler, 2007

Lucy Redler (* 17. August 1979 in Münden) ist eine deutsche Politikerin der Partei Die Linke. Von 2016 bis 2021 war sie Mitglied im Parteivorstand. Sie war zuvor bis 2007 Mitglied im Landesvorstand der WASG, bevor sie am 15. Juni 2007 aus Protest gegen deren Fusion mit der Partei Die Linke die Abspaltung Berliner Alternative für Solidarität und Gegenwehr (BASG) mitgründete. 2010 trat sie ebenfalls der Linkspartei bei.

## Leben
Als Tochter eines Sozialpädagogen und einer Kinderpflegerin wuchs sie in Kassel auf, bevor sie nach dem Abitur an der Hamburger Universität für Wirtschaft und Politik studierte. Zunächst belegte sie bis 2002 Volkswirtschaftslehre im Diplom I und danach bis 2004 Sozialökonomie im Diplom II, anschließend zog sie nach Berlin.
Redler ist mit Rouzbeh Taheri liiert. Mit ihrem gemeinsamen Kind leben sie in Berlin-Neukölln.

## Politik
Redler war Bundessprecherin der trotzkistischen Sozialistischen Alternative (SAV). Während ihrer Hamburger Zeit fiel sie unter anderem als Sprecherin von „Jugend gegen Krieg“ – einer nach Ansicht des Hamburger Verfassungsschutzes der SAV nahestehenden Gruppe – auf. Redler engagierte sich auch für attac.

### Kandidatur zur Hamburger Bürgerschaftswahl 2004
Bei der Hamburger Bürgerschaftswahl 2004 kandidierte Lucy Redler auf Platz 5 der Landesliste für Regenbogen – Für eine neue Linke. Regenbogen erhielt 1,1 % der abgegebenen Stimmen.

### WASG Berlin 2006/2007
Im November 2006 wurde Lucy Redler in den Landesvorstand der WASG Berlin gewählt. Dort war sie eine Befürworterin einer eigenständigen Kandidatur der WASG zur Abgeordnetenhauswahl. Diese Kandidatur in Konkurrenz zur regierenden Linkspartei.PDS stand dem von den Bundesführungen eingeleiteten Vereinigungsprozess entgegen. Sie trat als Spitzenkandidatin der WASG bei den Wahlen in Berlin vom September 2006 an. Mit 2,9 % der Stimmen konnte die WASG nicht ins Abgeordnetenhaus einziehen.
Am 19. November 2006 wurde Redler im zweiten Wahlgang in den Bundesvorstand der WASG gewählt. Dort vertrat sie weiterhin die Gegner der Fusion mit der Linkspartei.PDS. Auf dem 5. Parteitag der WASG am 25. März 2007 stimmte jedoch die Mehrheit der Delegierten für die Fusion. Teile der WASG Berlin bildeten daraufhin unter der Führung Redlers einen eigenständigen Regionalverein unter dem Namen Berliner Alternative für Solidarität und Gegenwehr.

### Mitgliedschaft in der Partei Die Linke
Im Oktober 2008 beantragte Redler den Eintritt in die Partei Die Linke, um die Berliner Linken „nach links zu rücken“ und einen „starken marxistischen Flügel in der Partei aufzubauen“. Im Vorfeld gab es Einsprüche von Klaus Ernst und Thomas Händel wegen ihrer Zugehörigkeit zur SAV. Diese wurden aber mit sechs zu drei Stimmen vom zuständigen Bezirksvorstand Berlin-Neukölln abgewiesen und Redler damit aufgenommen. Bis zur Entscheidung des Schiedsgerichtes ruhte ihre Mitgliedschaft.
Am 8. Januar 2009 wurde Ernsts Einspruch stattgegeben, sodass Redlers Eintritt in die Partei für nichtig erklärt wurde. Zur Begründung erklärte die Berliner Landesschiedskommission unter anderem, dass die in der Verhandlung von Lucy Redler und Sascha Stanicic gemachten Ausführungen Anlass zu der Überzeugung gäben, dass diese nicht bereit seien, demokratisch gefasste Beschlüsse beispielsweise von Parteitagen zu respektieren und vor allem diese auch einzuhalten.
Nachdem die SAV sich dafür entschieden hatte, in Wahlen nicht mehr gegen die Linke anzutreten, wurde Redler im August 2010 der Parteieintritt gewährt.
Redler ist Bundessprecherin der von Verfassungsschutzbehörden als linksextrem eingeschätzten Antikapitalistischen Linken innerhalb der Linkspartei.
Am 28. Mai 2016 wurde sie mit 44,7 Prozent der Stimmen in den Parteivorstand gewählt. Auf dem Parteitag im Juni 2018 wurde sie wiedergewählt.

### Positionen
Redler ist Anhängerin einer „demokratischen Planwirtschaft“. Die wirtschaftlichen Probleme der Ostblockstaaten wurzeln ihrer Meinung nach „nicht in dem Gedanken der Planung, sondern in fehlender Demokratie“. Statt „überzentralisiert“ müsse eine Planwirtschaft „so dezentral wie möglich“ organisiert sein.
Redler ist Trotzkistin. In der Debatte um den Mietendeckel unterstützt Redler Forderungen nach einer Enteignung bzw. Verstaatlichung großer Wohnungsbaugesellschaften.
Redler wünscht sich zudem deutlichere Anti-EU-Position in ihrer Partei. Sie hält die EU-Verträge für neoliberal und undemokratisch und plädiert für das Recht von Ländern, aus der EU auszutreten. Anstelle der EU wünscht sie „den Aufbau einer internationalistischen, sozialistischen Alternative zu ihr“.
Sie lehnt Rot-Rot-Grüne-Bündnisse ab, da sie der SPD und Teilen der Grünen staatlichen Rassismus unterstellt.

## Publikationen
- Politischer Streik in Deutschland nach 1945; Köln, Karlsruhe: Neuer Isp-Verlag, 2007; ISBN 978-3-89900-124-2
- Der politische Streik in Deutschland nach 1945, Diplomarbeit Hamburger Universität für Wirtschaft und Politik, 2004. (Memento vom 6. März 2007 im Internet Archive) Veröffentlicht bei archiv.schublade.org (Kritische Abschlussarbeiten; PDF-Datei; 712 kB)
- Mit Holger Dröge u. a.: Iran – Freiheit durch Sozialismus: Geschichte und Gegenwart des Iran; Berlin: Sozialistische Alternative, 2010; ISBN 978-3-00-030584-9
- Sozialismus statt Marktwirtschaft: eine Auseinandersetzung mit Sahra Wagenknecht; Berlin: manifest-Verlag, 2017; ISBN 978-3-96156-021-9
- Unsere Gesundheit, ihr Profit? Fallstudien zu Union-Busting privater Gesundheits- und Pflegekonzerne und gewerkschaftlicher Gegenwehr, Onlinepublikation Rosa Luxemburg Stiftung, Februar 2021